# James Villiers
Pour les articles homonymes, voir Villiers.
James Michael Hyde Villiers est un acteur anglais, né le 29 septembre 1933 et mort le 18 janvier 1998. Il est reconnaissable pour sa voix de plomb et son articulation claire.
Il est un arrière-petit-fils du 4e comte de Clarendon.

## Jeunesse
James né le 29 septembre 1933 à Londres. C'est le fils d'Eric Hyde Villiers et de Joan Ankaret Talbot. Il fait ses études au Wellington College (en) et à la Royal Academy of Dramatic Art. Il obtient son diplôme en 1953,. James est issu d'un milieu bourgeois, il est petit-fils de Sir Francis Hyde Villiers et arrière-petit-fils de George Villiers. Sa mère descend du comte Talbot. Son ascendance aristocratique se reflète souvent dans les types de rôles qu'il joue, comme le roi Charles II dans la série de la BBC The First Churchills (1969), le comte de Warwick dans Saint Joan (1974) et sur scène en tant que Lord Thurlow dans The Madness.
Par l'intermédiaire de son père, James est un parent de Thomas Hyde Villiers, Charles Pelham Villiers, Henry Montagu Villiers et de l'ancienne secrétaire d'État pour l'Irlande du Nord Theresa Villiers. Par l'intermédiaire de sa mère, il est apparenté de loin à Charles Chetwynd-Talbot.

## Carrière
Villiers fait ses débuts au cinéma en 1958 en apparaissent dans de nombreux films britanniques au fil des ans, dont Les Damnés de Joseph Losey, tourné en 1961 et sorti en 1963, Confession à un cadavre (1965), Joseph Andrews (1977), Rien que pour vos yeux (1981), The Scarlet Pimpernel (1982), Aux sources du Nil (1990) et The Tichborne Claimant (en) (1998), ainsi que de nombreux autres projets. Il joue principalement des rôles d'hommes froids et quelque peu effacés.
Il interprété le rôle du colonel Hensman dans l'adaptation télévisée de Brendon Chase (en) et se produit sur BBC Radio 4 en tant que voix de Roderick Spode (en) dans The Code of the Woosters (en). Il interprète plusieurs autres adaptations des histoires de Pelham Grenville Wodehouse, avec Michael Hordern et Richard Briers. Dans l'adaptation télévisée de 1978 de Le Club des cinq, Villiers interprète dans les deux parties du pilote dans lequel il joue l'antagoniste, un bureaucrate voyou connu uniquement sous le nom de Johnson.

## Vie privée
Nicholas Whittaker, auteur de Platform Souls et Blue Period ayant travaillé à la Belsize Tavern en 1979 et 1980 affirme se souvenir des visites de Villiers au pub en compagnie de l'acteur local Ronald Fraser. Après l'heure de fermeture, ils se retrouvait souvent dans le restaurant d'en face. Rupert Everett affirme également l'avoir rencontré dans un restaurant indien, quelque temps en 1985, « ivre, sans jambes, insultant le pauvre serveur qui souffre depuis longtemps dans un étrange vibrato haletant représentatif du cercle supérieur » Ailleurs, Villiers est décrit comme un « gros buveur » qui participe à des concours de beuverie avec son ami Peter O'Toole.
Villiers s'est marié deux fois : en 1966 avec Patricia Donovan (divorcés en 1984) et en 1994 avec Lucy Jex, jusqu'à sa mort. Lui et sa première femme ont adopté un fils, Alan Michael Hyde Villiers (né Alan Donovan).

## Décès
Villiers décède le 18 janvier 1998 à Arundel (Sussex), d'un cancer.